# خطاب توصية

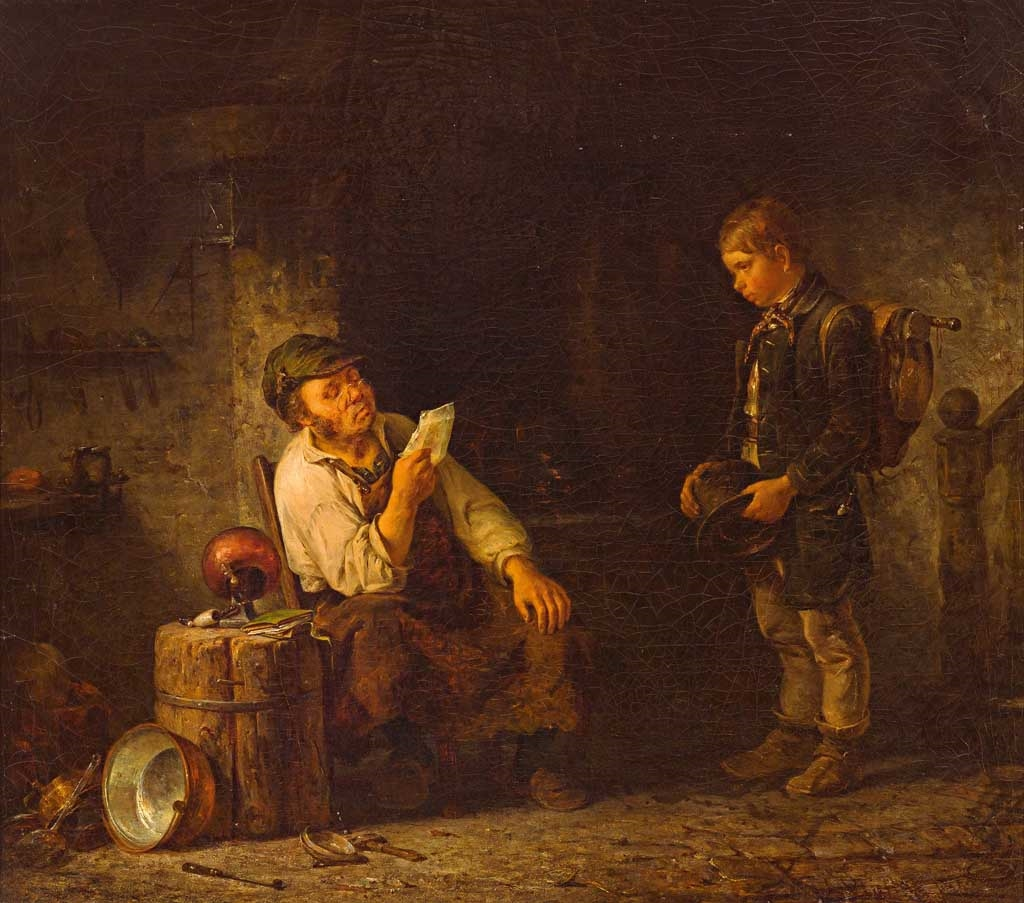

خطاب التوصية خطاب يحتاجه عادة المتقدم لشغل منصب عمل أو كرسي دراسي في الدراسات العليا يشهد بجدية المجتهد وأهليته لشغل مثل هكذا مركز.